# Разделка говяжьей туши
Разделка говяжьей туши — процесс обработки (переработки) туши крупного рогатого скота для получения говядины различного кулинарного качества.
При разделке выполняются следующие операции:
- разруб — деление туши на части;
- обвалка — удаление костей;
- зачистка — удаление сухожилий, хрящей, плёнок и жира.

## Разделка туши
В разных странах, государствах и регионах применяются различные схемы разделки туши исходя из кулинарных и культурных особенностей в конкретной стране, государстве и даже в регионе.

Схемы разделки говяжьей туши в разных странах, государствах и регионах
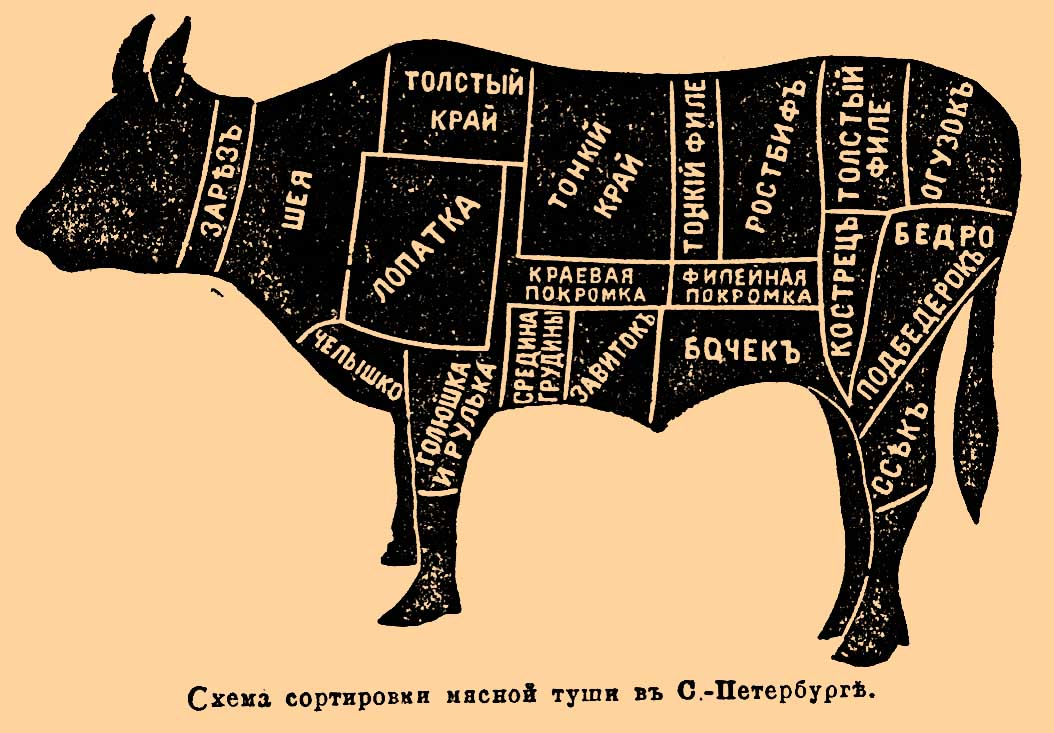
Схема сортировки мясной туши КРС в С.-Петербурге, Российской империи, иллюстрация в ЭСБЕ
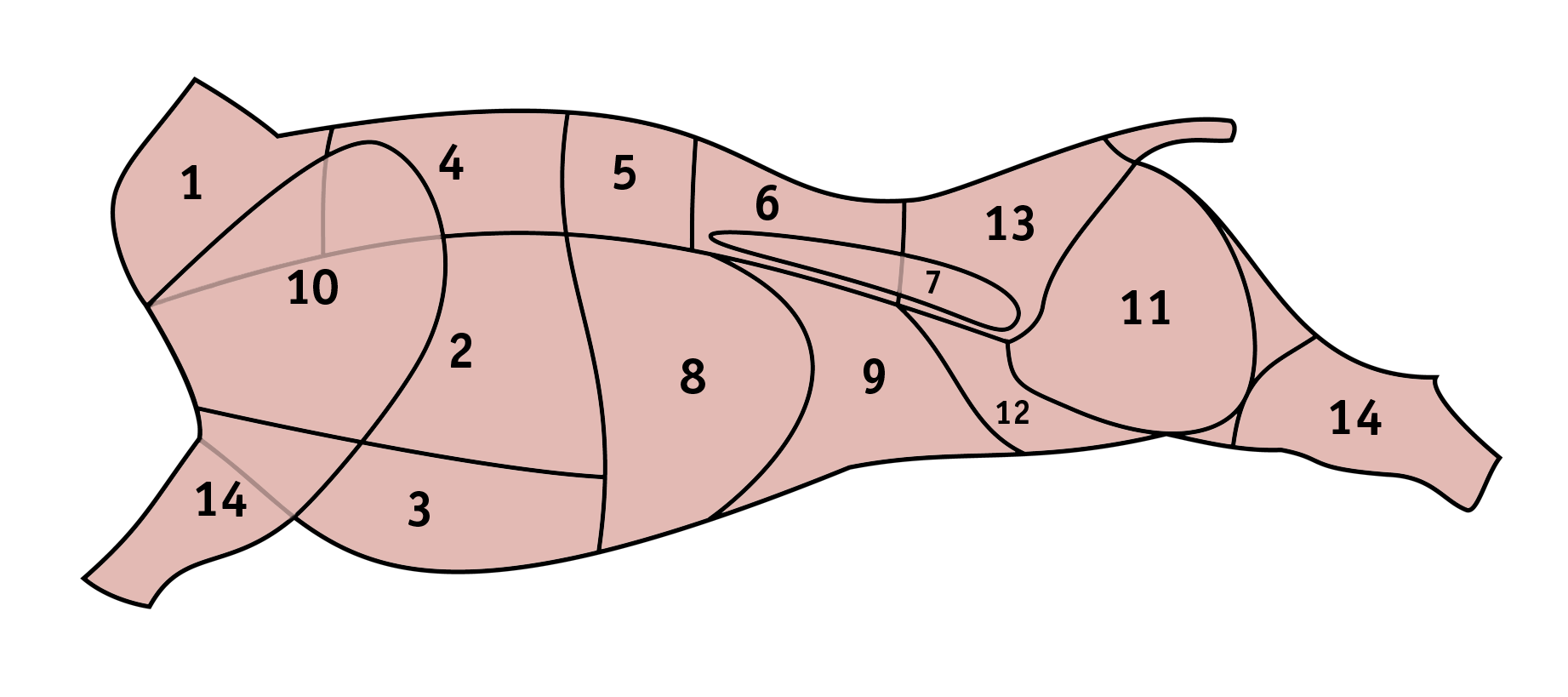
Россия и республики бывшего Союза ССР, а равно большая часть Германии 1 — шея; 2 — рёбра; 3 — челышко, грудинка; 4 — толстый край, рибай, корейка на кости; 5 — тонкий край, короткое филе; 6 — оковалок; 7 вырезка; 8 — покромка; 9 — брюшина, фланк; 10 — лопатка; 11 — огузок, бедро; 12 — пашина; 13 — кострец; 14 — голяшка
Великобритания
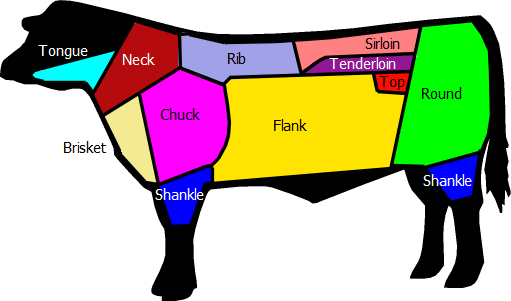
Нидерланды
Соединённые Штаты Америки

## Классификация говядины

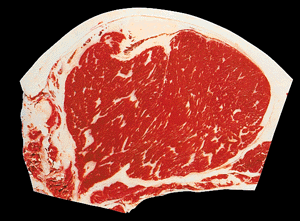

По советским стандартам говядина делилась на 3 сорта. К первому сорту относится спинная, грудная части, филей, оковалок, кострец и огузок; ко второму — лопаточная, плечевые части и пашина; к третьему — зарез, передняя и задняя голяшка.
Наиболее ценится говядина, получаемая от мясных пород скота, и особенно более нежная телятина — получаемая от неполовозрелых бычков и тёлочек.
Елена Молоховец в своей книге, вышедшей в свет во второй половине XIX века, выделяла 4 сорта говядины.
В «ЭСБЕ», в статье «Мясо», также указано, что обозначенные на схеме (см. выше) части туши на рынке сортируются на 4 главных группы: к 1-му — самому дорогому — сорту относят задние части туши, ко 2-му — передние; к 3 и 4 — все остальные.